# 馬鑑
馬鑑（1883年—1959年），字季明，浙江省鄞县（今宁波市鄞州区）人，文史學者，香港中文大學前校長馬臨之父，曾任香港大學中文系教授兼系主任。

## 生平
⾺鑑⽣於1882年，⼗七、八歲時，放棄科舉功名⽽投入南洋公學。1925年7⽉，年過四⼗的⾺鑑遠赴美國哥倫比亞大學隨杜威教授深造，獲教育學碩士學位。之後返回北京，出任燕京大學國文系教授，並擔任國文系主任。⾺鑑為破除科舉的窒礙，特意開創格局，延聘新⼀代學者⽂⼈，如容庚、郭紹虞、沈尹默、俞平伯、錢玄同、⾺裕藻、謝婉瑩（冰⼼）等任教燕京⼤學中⽂系。
1935年⾺鑑教授應許地山邀請到⾹港⼤學任教。1941年，許地山逝世，教授一職由1940年到學院履新的史學大師陳寅恪接任，系內行政事務則由馬鑑掌管。日佔時期，馬鑑返回內地，在成都燕京大學任教。戰後1946年5月重返香港大學，出任中文系教授兼系主任，至1949年8月退休。
⾺鑑在任系主任期間，深覺中⽂系仍宥於記誦式之學習，倡議改⾰為系統的研究⽅式，奠下了中⽂學院的課程規模。⾹港英殖時期，教育獨尊英語，⾺鑑教授在⼤學入學試中提⾼國⽂程度的要求，從上⽽下，使中⽂得到應有的重視。為了破除⽂化隔膜，⾺鑑教授認為中⽂系的其中⼀個⽬標是溝通中西⽂化，他除在課程規劃上下功夫外，亦著⼒推動⽂化交流，包括藝術展覽、中英⽂化協會活動、中西學者學術演講等。
⾺鑑退休後仍擔任中英⽂化協會榮譽會長，積極組織活動。1959年5月，⾺鑑病逝香港養和醫院。

## 家庭
⾺鑑有兄馬裕藻、馬衡，均為著名文史學者。馬衡在1933年至1949年出任北京故宮博物院的院長。 弟馬准為文學家及風俗學家，弟馬廉為民俗學家及藏書家。
馬鑑夫人鄭心如，長子馬咸、次子馬蒙、三子馬豫、幼子馬臨，長女馬彤、次女馬彰、三女馬彬、幼女馬彥。其中次子馬蒙曾任香港大學中文系教授兼系主任。幼子馬臨為著名生物化學學者，曾任香港中文大學校長。

## 藏书
有藏书斋名“老学斋”，藏書多達一萬五千餘冊。
- “万卷藏书宜子弟，十年种木长风烟”。——蔡元培